# Joachim III (prawosławny patriarcha Antiochii)
Joachim III – prawosławny patriarcha Antiochii w latach 1476–1483.